# Edgley Optica
L'Edgley EA-7 Optica est un avion léger britannique conçu pour les travaux d'observation à basse vitesse et conçu comme une alternative peu coûteuse aux hélicoptères. L'Optica a une vitesse de déplacement de 130 km/h et une vitesse de décrochage de 108 km/h.

## Design et développement

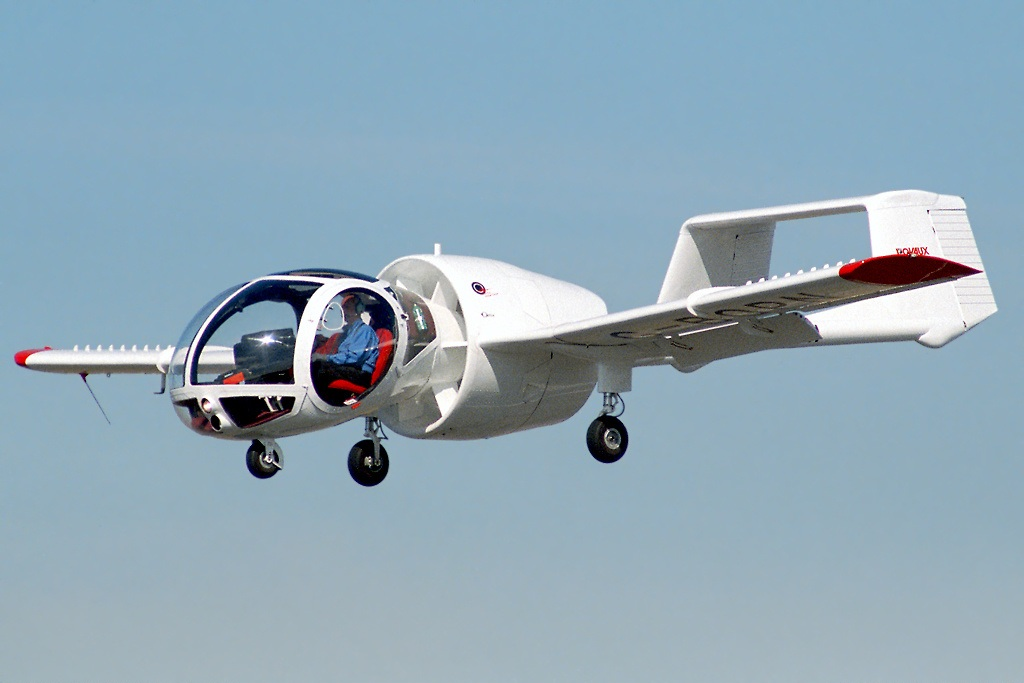
Farnborough, 1990

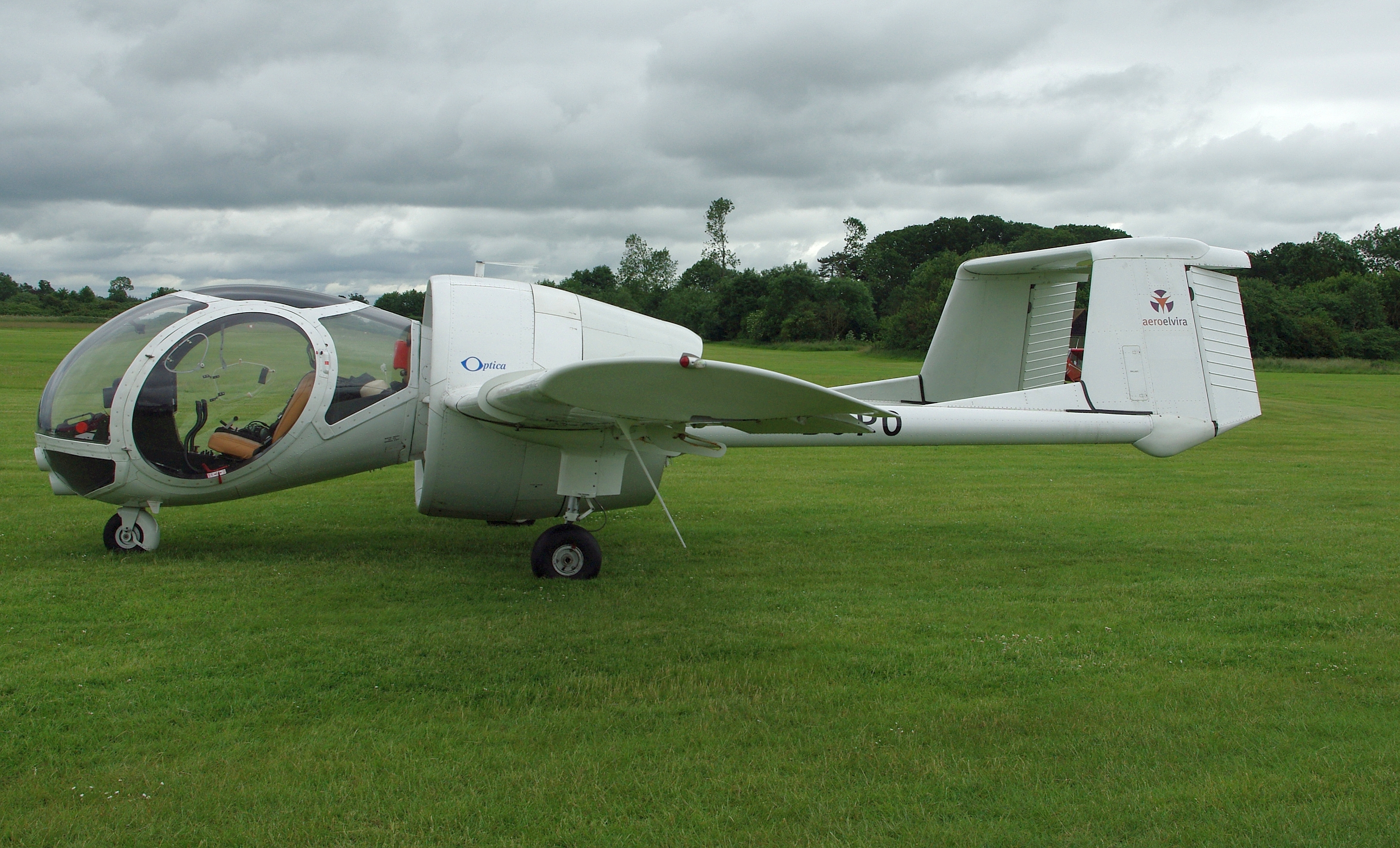
, Juin 2014

Le projet Optica a débuté en 1974 avec une société, Edgley Aircraft Limited, formée par John Edgley qui, avec une petite équipe, a conçu et construit le prototype original. En 1982, des investisseurs institutionnels ont souscrit au projet et mis en place une chaîne de production sur l'aérodrome d'Old Sarum (en) à 4 km de Salisbury, dans le Wiltshire. Au cours des trois années suivantes, la société a été construite pour atteindre sa capacité de fabrication complète, l'avion a reçu la certification britannique et le premier avion client a été livré. En dépit de ce succès, l'investissement supplémentaire nécessaire pour la phase finale de production complète n'a pas été fourni, l'activité a été mise sous séquestre et John Edgley a été contraint de quitter le projet. Avec les nouveaux propriétaires, les avions de la chaîne de production ont été achevés et Optica est entré en service.
L’appareil présente une configuration inhabituelle avec une cabine avant entièrement vitrée, rappelant celle d’un hélicoptère Alouette, offrant une vision panoramique à 270 ° et une vision presque verticale vers le bas pour le pilote et les deux passagers. L'avion a deux flèches, deux gouvernails et un empennage monté en hauteur. Il est propulsé par un moteur Lycoming six cylindres à aspiration normale situé derrière la cabine. En raison de son hélice gainé, l'avion est exceptionnellement silencieux. L’avion est équipé d’un train de roulement tricycle fixe, la roue avant décalée à gauche. Les ailes sont non balayées et non coniques. L’avion est de construction assez standard entièrement en métal, avec une peau en aluminium contrainte.
L’apparence de l’avion lui a valu d’être surnommé "le gardien" dans certains rapports populaires.

## Historique
L'Optica, équipé d'un moteur Lycoming O-320 de 160 ch (119 kW), a effectué son vol inaugural le 14 décembre 1979 quand il a été piloté par le chef d'escadron Angus McVitie, le pilote en chef du Cranfield College of Aeronautics.
L’Optica, mis à niveau vers le plus puissant Lycoming IO-540, est entrée en production en 1983. Edgley Aircraft Limited a obtenu son agrément initial de l’autorité de l’aviation civile le 8 février 1985.
Au total, 22 Opticas ont été fabriqués et la construction d’une 23e, commencée mais non achevée. Au moins huit avions sont détruits lors d'un incendie criminel à l'usine le 16 janvier 1987,.
L'Optica a connu plusieurs changements de propriété :
- Edgley Aircraft Limited (1974–1985)
- Optica Industries (1985–1987)
- Brooklands Aircraft (1987–1990)
- FLS Aerospace (1990–2008)
- AeroElvira Limited (2008–)

En 1990, FLS Aerospace (Lovaux Ltd) prend en charge les droits, ainsi que les droits de conception et de fabrication du Sprint: un appareil d'entraînement ab initio à deux places conçu par Sydney Holloway à Cornwall, au Royaume-Uni, à peu près au même moment que l’Optica. Lovaux avait l’intention de développer les deux avions, le Sprint étant l’appareil d'entraînement militaire des forces britanniques. Malheureusement, le Sprint n'a pas été adopté pour ce rôle et Lovaux a annulé les deux projets.
L’Optica et le Sprint sont ensuite passés ensemble chez d’autres propriétaires jusqu’en 2007, ils ont été proposés à John Edgley, qui a créé une nouvelle société, AeroElvira Limited, avec trois anciens employés d’Edgley Aircraft (Chris Burleigh, Fin Colson et Dave Lee), qui à cette époque travaillaient sur les deux projets. La nouvelle société a réussi à remettre G-BOPO en service en tant que démonstrateur britannique, avec un premier vol de remise en service le 3 juin 2008,. En août 2016, Interflight Global a annoncé son intention de commencer une évaluation du programme Optica inactif en vue de relancer la production.En décembre 2016, InterFlight Global a achevé son évaluation et, en juin 2017, a transmis une lettre d'intention à AeroElvira afin de poursuivre les travaux de due diligence, d'évaluer et de prendre des mesures supplémentaires pour relancer le programme d'avions EA-7 Optica à l'horizon 2018-2019. IFG prévoyait de développer, de commercialiser et de soutenir l’Optica, en confiant la fabrication et l’assemblage final à un fabricant OEM certifié FAA/EASA. Fin 2018, l'IFG a mis un terme à ses efforts de relance du programme initial, tout en identifiant et en sélectionnant un partenaire stratégique OEM adéquat pour mettre à jour le système Optica TC et pour mettre l'avion en production.

## Accidents et incidents
Le 15 mai 1985, Optica G-KATY s'est écrasé, tuant son pilote du Hampshire Constabulary (en) et son passager photographe. La Direction des enquêtes sur les accidents aériens du ministère des Transports du Royaume-Uni a notamment conclu que: "Rien n'indique qu'une défaillance structurelle ou mécanique s'est produite, ni un dysfonctionnement ou un blocage des commandes de vol." et que "la perte de contrôle finale a été causée par le blocage de l'aéronef dans un virage avec un grand angle de débattement, ou par la chute du nez ou l'interférence des commandes par le photographe, alarmé par son insécurité apparente."
Le 11 mars 1990, pendant le vol, le G-BMPL a été endommagé au niveau de l’hélice et du moyeu gainé, et fut légèrement endommagé au niveau de la cellule. Le pilote a réussi son atterrissage forcé : il n’y a pas eu de blessé ni de dégât supplémentaire. Une enquête ultérieure a révélé des fissures dues à la fatigue du métal sur le moyeu de l’hélice. Le constructeur a publié un bulletin de service demandant une inspection de la plaque tournante avant le prochain vol et l'autorité de l'aviation civile du Royaume-Uni a émis un avis de navigabilité obligatoire (n ° 004-05-90). L'hélice Optica a maintenant été remplacée par une hélice conçue et fabriquée par Hoffmann Propeller.
Le 29 aout 1995, le EC-GCH de la société Transportes Aereos del Sur en mission en surveillance des feux de forêt décroche et s'écrase sur la commune de Caudete de las Fuentes en Espagne entrainant la mort des deux membres de son équipage.

## Caractéristiques
Données de Jane's All the World's Aircraft, 1988–1989
Caractéristiques générales
- Équipage : un pilote
- Capacité : deux passagers
- Longueur : 8.15 m
- Envergure : 12.0 m
- Hauteur : 2.31 m
- Surface alaire : 15.8 m²
- Profil : NASA GA(W)-1
- Masse à vide : 948 kg
- Charge utile : 367 kg
- Masse maximale au décollage : 1,315 kg
- Moteur : 1   moteur plat à six pistons Textron Lycoming IO-540-V4A5D de 194 kW
- Hélices : hélice à cinq pales propeller, 1 par moteur

 Performances 
- Vitesse à ne jamais dépasser : 259 km/h (140 knots)
- Vitesse maximale : 213 km/h (115 knots)
- Vitesse de croisière : 130 km/h (70 knots) "vitesse plus lente" à 40% de la puissance
- Vitesse de décrochage : 108 km/h (58 knots)
- Distance franchissable : 1,056 km (570 nm)
- Autonomie : 8 h (au ralenti)
- Plafond : 4,275 m (14,000 ft)
- Vitesse ascensionnelle : 4.12 m/s (810 ft/min)
- Charge alaire : 83.0 kg/m²
- Rapport poids-puissance : 0.148 kW/kg

Avionique

- 1 × caméra thermique. 1 x haut-parleur (équipement police)